# Subdivisões da Guiné
A Guiné está dividida em 8 regiões:
- Boké
- Conacri
- Faranah
- Kankan
- Quindia
- Labé
- Mamou
- Nzérékoré

As regiões da Guiné estão divididas em 33 prefeituras e uma zona especial (Conacri, a capital nacional), capitais entre parênteses:
- Beyla (Beyla)
- Boffa (Boffa)
- Boké (Boké)
- Conacri (1)
- Coyah (Coyah)
- Dabola (Dabola)
- Dalaba (Dalaba)
- Dinguiraye (Dinguiraye)
- Dubréka (Dubréka)
- Faranah (Faranah)
- Forécariah (Forécariah)
- Fria (Fria)
- Gaoual (Gaoual)
- Guéckédougou (Guéckédougou)
- Kankan (Kankan)
- Kérouané (Kérouané)
- Quindia (Quindia)
- Kissidougou (Kissidougou)
- Koubia (Koubia)
- Koundara (Koundara)
- Kouroussa (Kouroussa)
- Labé (Labé)
- Lélouma (Lélouma)
- Lola (Lola)
- Macenta (Macenta)
- Mali (Mali)
- Mamou (Mamou)
- Mandiana (Mandiana)
- Nzérékoré (Nzérékoré)
- Pita (Pita)
- Siguiri (Siguiri)
- Télimélé (Télimélé)
- Tougué (Tougué)
- Yomou (Yomou)

(1) Zona especial